# Ratzeburgiola
Ratzeburgiola är ett släkte av steklar som beskrevs av Erdös 1958. Ratzeburgiola ingår i familjen finglanssteklar.
Kladogram enligt Catalogue of Life och Dyntaxa:
| Ratzeburgiola | \| \| Ratzeburgiola cristatus \| \| \| \| \| \| Ratzeburgiola incompleta \| \| \| \| |
|               | \| \| Ratzeburgiola cristatus \| \| \| \| \| \| Ratzeburgiola incompleta \| \| \| \| |
|               | Ratzeburgiola cristatus                                                              |
|               |                                                                                      |
|               | Ratzeburgiola incompleta                                                             |
|               |                                                                                      |